# Экипаж воздушного судна

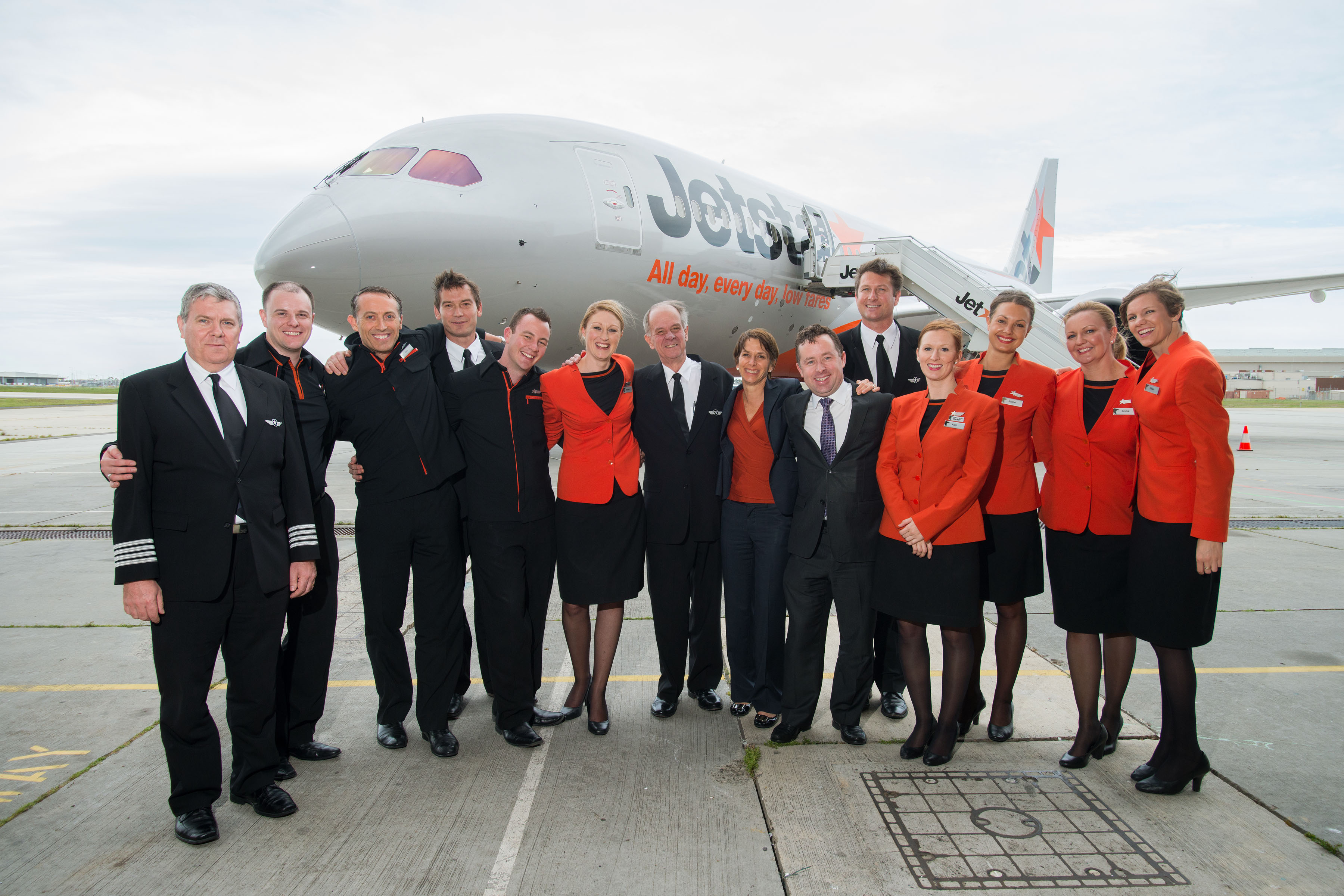
Экипаж «Боинга-787» авиакомпании Jetstar Airways.

Экипаж воздушного судна (англ. Aircrew), также называемый лётным экипажем — это персонал, который управляет воздушным судном во время полёта. 
Состав экипаж воздушного судна (ВС) зависит от вида, типа и модели ВС (самолёта, вертолёт и так далее) а также продолжительности и цели полёта. Экипаж пилотируемого ВС состоит из лётного экипажа (командира, других лиц лётного состава) и кабинного экипажа (бортоператоров и бортпроводников).

## Коммерческая авиация

### Кабина экипажа
В коммерческой авиации экипаж называется лётным экипажем. Названия некоторых должностей лётного экипажа заимствованы из морских терминов и указывают на ранг или структуру командования, аналогичную той, что используется на океанских судах, что позволяет быстро принимать исполнительные решения во время обычных операций или чрезвычайных ситуаций. Исторически кабина экипажа включает следующие звания:
- Капитан (англ. Captain; также командир воздушного судна, КВС) — пилот высшего ранга или члены лётного экипажа. Отвечает за всё происходящее на борту, принимает решения, и требует ото всех находящихся на борту беспрекословного подчинения.
- Первый помощник (англ. First Officer, также называемый вторым пилотом), ещё один пилот, который обычно сидит справа от капитана. (На вертолетах второй пилот обычно сидит слева от капитана, который занимает правое сиденье)[3][4].
- Второй помощник (англ. Second Officer) — человек рангом ниже первого помощника, который обычно выполняет отдельные обязанности, а также действует в качестве вспомогательного пилота. Ранг второго помощника традиционно был бортинженером, который часто отвечал за управление двигателем. В XXI веке вторые помощники некоторых авиакомпаний являются пилотами, которые действуют как «помощники» на дальнемагистральных рейсах[4][5][6].
- Третий помощник (англ. Third Officer) — человек рангом ниже второго помощника, который обычно выполняет определенные обязанности, а также может действовать в качестве вспомогательного пилота. В значительной степени данное звание избыточно в наши дни[5].
- Члены «вспомогательной бригады» (англ. Relief Crew) в настоящее время являются полностью лицензированными и обученными капитанами и старшими помощниками, которые сопровождают дальнемагистральные рейсы авиакомпаний и которые заменяют основных пилотов в назначенное время от коммерческого оператора или согласованных частей между двумя экипажами, чтобы предоставить им возможности для отдыха или перерывов на сон, чтобы избежать риска усталости пилота (некоторые большие широкофюзеляжные авиалайнеры оборудованы специальными спальными местами для пилотов, но обычно для бригада помощи)[7]. Бригада по замене чаще всего берёт на себя управление в середине полёта, когда самолёт обычно находится на автопилоте и на крейсерской высоте. Количество запасных членов экипажа, назначенных на рейс, частично зависит от продолжительности полёта и официальных авиационных правил, в соответствии с которыми работает авиакомпания[8][4][5].
- Бортинженер (англ. Flight Engineer) — должность, первоначально называвшаяся «авиамеханик». На старых самолётах, как правило, между концом 1920-х и 1970-ми годами, бортинженер был членом экипажа, ответственным за двигатели, системы и управление топливом. По мере того как самолёты становились всё более сложными и автоматизированными, эту функцию в основном брали на себя основные пилоты (капитан и второй помощник), что привело к постоянному сокращению количества должностей экипажей на коммерческих рейсах. Должность бортинженера обычно укомплектована вторым помощником. Бортинженеров всё еще можно найти в наши дни (в значительно меньшем количестве), используемых в авиакомпаниях или грузовых авиаперевозках, которые все еще управляют такими старыми самолётами. В настоящее время на этой должности обычно работает пилот-бортинженер с двойной лицензией[5][9][10][11].
- Оператор бортовых систем (англ. Airborne Sensor Operator) — это функциональная профессия по сбору информации с бортовой платформы (пилотируемой или беспилотной) и/или контроля системы управления миссиями для академических, коммерческих целей, общественной безопасности или военных целей дистанционного зондирования. Оператор бортовых систем входит в основной лётный экипаж или является членом лётного экипажа[12][13].
- Навигатор (устаревшая), также называемый «Аэронавигатор» или «Навигатор полёта» (англ. Navigator, Air Navigators, Flight Navigators) — должность на старых самолётах, обычно между концом 1910-х и 1970-ми годами, когда отдельные члены экипажа (иногда два члена штурманского экипажа) часто отвечали за навигацию полёта, включая счисление пути и астрономическую навигацию, особенно при полётах над океанами или другими объектами, где радионавигационные средства изначально не были доступны. По мере появления сложных электронных средств аэронавигации и универсальных космических навигационных систем GPS выделенная позиция штурмана была прекращена, и ее функции взяли на себя пилоты-навигаторы с двойной лицензией, а ещё позже — основные пилоты самолёта (капитан и второй пилот), что привело к дальнейшему сокращению количества должностей лётных экипажей на коммерческих рейсах. К началу 1980-х годов современные электронные навигационные системы сделали профессию навигатора ненужной[5][14].
- Радист (устаревшая; англ. Radio Operator) — должность на гораздо более старых самолетах, обычно между серединой 1910-х и 1940-х годов, когда отдельный член экипажа часто отвечал за телеграфную и голосовую радиосвязь между самолётом и наземными станциями. По мере того, как радиоприёмники становились всё более сложными конструктивно (что подразумевало невозможность их ремонта непосредственно на борту) и всё более простыми в эксплуатации, эта функция была передана непосредственно второму пилоту или оператору связи, а еще позже — командиру воздушного суда и второму пилоту, что сделало должность радиста ненужной[5][15][16].

### Пассажирский салон
Члены кабинного экипажа воздушного судна могут состоять из:
- Стюард (англ. Purser) или менеджер по обслуживанию на борту, или директор по обслуживанию в салоне, отвечает за бортпроводников в качестве руководителя группы.
- Бортпроводник (англ. Flight attendant) — это член экипажа, отвечающий за безопасность пассажиров[17]. Исторически сложилось так, что в раннюю эру коммерческой авиации на эту должность работали молодые «юнги», которые помогали пассажирам. Бортпроводников заменили медсёстры-женщины, которых первоначально называли «стюардессами». Требование о медицинском образовании для должности бортпроводника позже было снято[17].
- Лётный медик (англ. Flight medic) — это специализированный фельдшер, работающий на самолётах или рейсах санитарной авиации.
- Грузчик (англ. Loadmaster) — член экипажа грузового самолета, ответственный за погрузку грузов и персонала, а также за расчёт веса и балансировки самолёта перед полётом, которые должны быть в пределах, установленных производителем самолета, для безопасного полёта. На негрузовых самолётах весовые и балансировочные задачи выполняет лётный экипаж.

## Военная авиация[18][19]
К летному составу авиации относятся летчики, штурманы, курсанты (слушатели) летных военно-учебных заведений и другие должностные лица, имеющие соответствующую специальность, годные по заключению врачебно-лётной комиссии к летной работе и выполняющие обязанности в полете в составе экипажа.
Состав лётного экипажа определяется руководством по лётной эксплуатации (РЛЭ) конкретного типа воздушного судна (ВС). Под РЛЭ самолета следует также понимать и инструкцию экипажу (летчику).
Командиром экипажа (КЭ) назначается летчик. Командир экипажа несёт ответственность и пользуется правами в полном объёме, предусмотренном законодательством.
Командир экипажа руководит работой экипажа воздушного судна, отвечает за дисциплину и порядок на воздушном судне, а также принимает необходимые меры по обеспечению безопасности находящихся на борту воздушного судна людей, сохранности воздушного судна и находящегося на нем имущества (груза).
Полеты должны выполняться, как правило, полным составом экипажа. Сокращенным составом экипажа разрешается выполнять полеты:
- на отработку техники пилотирования слушателями и курсантами летных ВУЗов в соответствии с требованиями курсов (программ) учебно-летной подготовки (КУЛП);
- на двухместных учебно-боевых и учебных самолетах без летчика на сиденье инструктора (в кабине инструктора), если это не запрещено РЛЭ самолета;
- на выполнение специальных заданий по решению командующего объединением.

При выполнении специальных полетов в состав экипажа, кроме определенного РЛЭ самолета, приказом командира авиационной воинской части (авиационного полка) могут быть дополнительно включены другие необходимые специалисты, имеющие соответствующий допуск.
В состав экипажа военного транспортного самолета (кроме вертолета), выполняющего дальний перелет, решением командира полка могут быть дополнительно включены летчик, штурман и бортовой техник (инженер), если потребное стартовое время на перелет превышает 14 часов.
В состав экипажа могут быть включены проверяющие (инструкторы), в количестве не более двух человек.